# 国際民主婦人連盟
国際民主婦人連盟（こくさいみんしゅふじんれんめい、略称 国際民婦連）もしくは国際民主女性連盟（こくさいみんしゅじょせいれんめい、英語: Women's International Democratic Federation ; WIDF）は、1945年12月に発足した国際非政府組織である。日本からは日本婦人団体連合会（婦団連）が参加している。本部はブラジルに置かれている。
1948年にブダペストで第2回大会を開催し、「戦争より子供を守ろう」の決議をあげた。
1953年12月に平塚らいてうが副会長に就任したのを始め、苅田アサノ・櫛田ふきら幾人もの日本の女性解放運動家が役員を務めた。

## 歴代会長
- 1945年—1967年 : fr:Eugénie Cotton、フランスの科学者で女性解放運動家
- 1969年—1975年 : ヘルッタ・クーシネン、フィンランドの政治家
- 1975年—1991年 : en:Freda Brown、オーストラリアの政治家でオーストラリア共産党（en:Communist Party of Australia）員
- 1991年—1994年 : en:Fatima Ahmed Ibrahim、スーダンの作家
- 1994年—2000年 : Silvie Jan
- 2000年—現在 : マルシア・カンポス[1]Marcia Campos